# 坦波盃
坦波盃（英語：Temple Cup）是美國職棒大聯盟國家聯盟在19世紀末舉辦的冠軍爭奪賽，採取7戰4勝制。於1894年開始舉行到1897年結束，可說是現今世界大賽的前身。

## 歷史
1880年代，國家聯盟與美國協會之間有舉辦季後賽來爭奪冠軍。不過1892年，國聯併吞美國協會，使得國聯成為一個有12支球隊的聯盟。1893年，匹茲堡海盜以些微之差輸給波士頓食豆人（今亞特蘭大勇士）。海盜隊的主席William Chase Temple認為海盜是有實力打敗食豆人的，因此他捐了800美金給國聯，創立了坦波盃。這800美元其中的65%分給勝利球隊，35%則分給輸球隊伍。然而，1893年的冠軍隊伍紐約巨人（今舊金山巨人）卻被指控說從金鶯隊中騙取一些獎金，坦波盃這項比賽也因此遭受詬病。而Temple也趕緊將球隊賣給他人。
由於球員缺乏熱情，觀看民眾也愈來愈少，坦波盃也在1897年後宣告停辦。不過1900年，這項概念被沿用發展成年代電報盃。
隨著坦波盃的停辦，國聯也將獎盃還給坦波家族。1939年，The Sporting News追查獎盃的下落，發現獎盃在佛羅里達的坦波家族成員手中。最終這項獎盃在1939年紐約世界博覽會被展示出來。而坦波家族也將此獎盃以750美元賣給大聯盟，並保存在美國國家棒球名人堂暨博物館。

## 歷年冠軍
1894年：巴爾的摩金鶯(第一名)對決紐約巨人(第二名)，巨人4勝0敗。
1895年：巴爾的摩金鶯(第一名)對決克里夫蘭蜘蛛(第二名)，蜘蛛4勝1敗。
1896年：巴爾的摩金鶯(第一名)對決紐約巨人(第二名)，金鶯4勝0敗。
1897年：波士頓食豆人(第一名)對決巴爾的摩金鶯(第二名)，金鶯4勝1敗。

## 外部連結
- Baseball Reference.com Temple Cup（页面存档备份，存于）